# Obscene Extreme

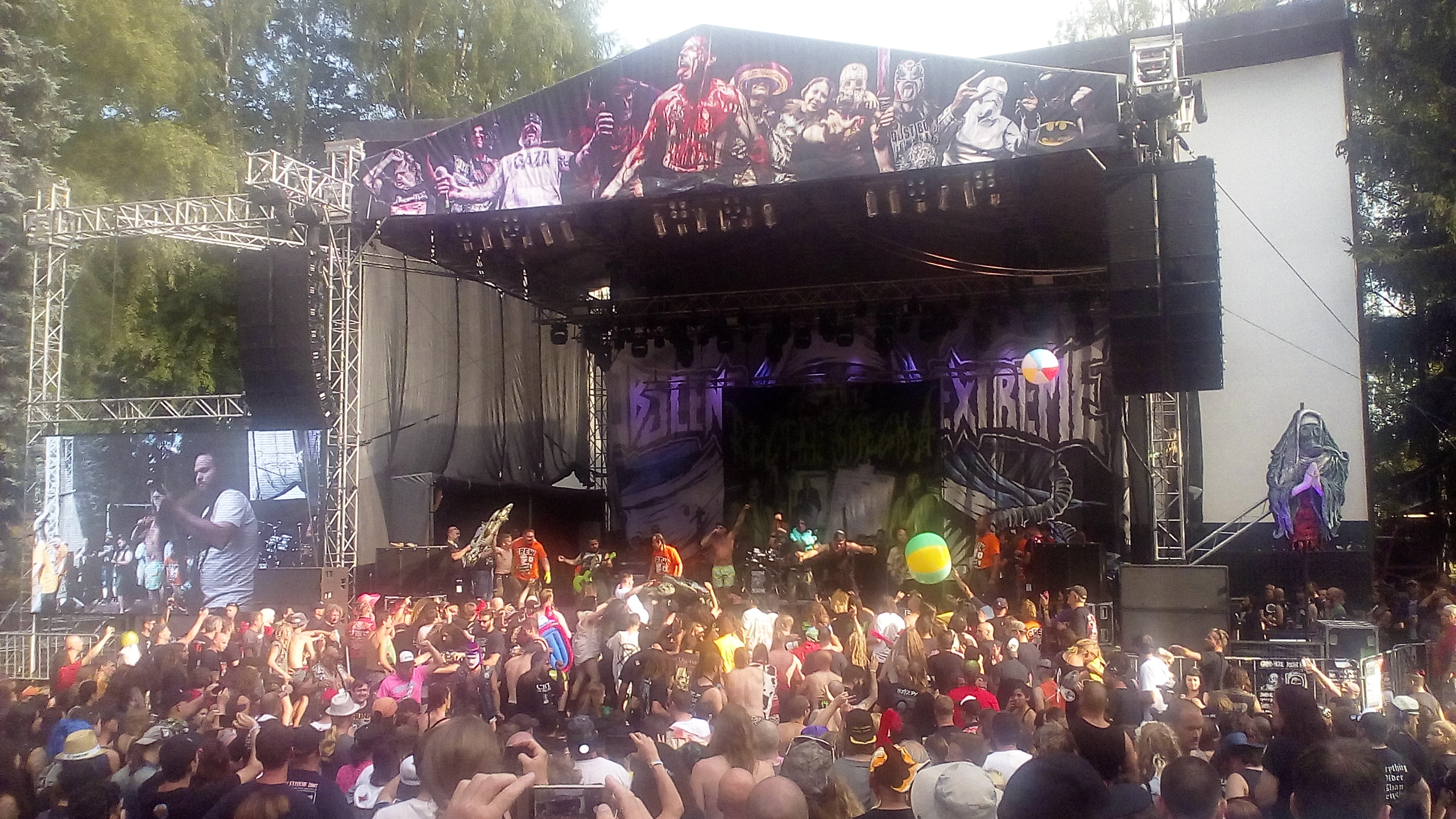
Obscene Extreme nel 2018

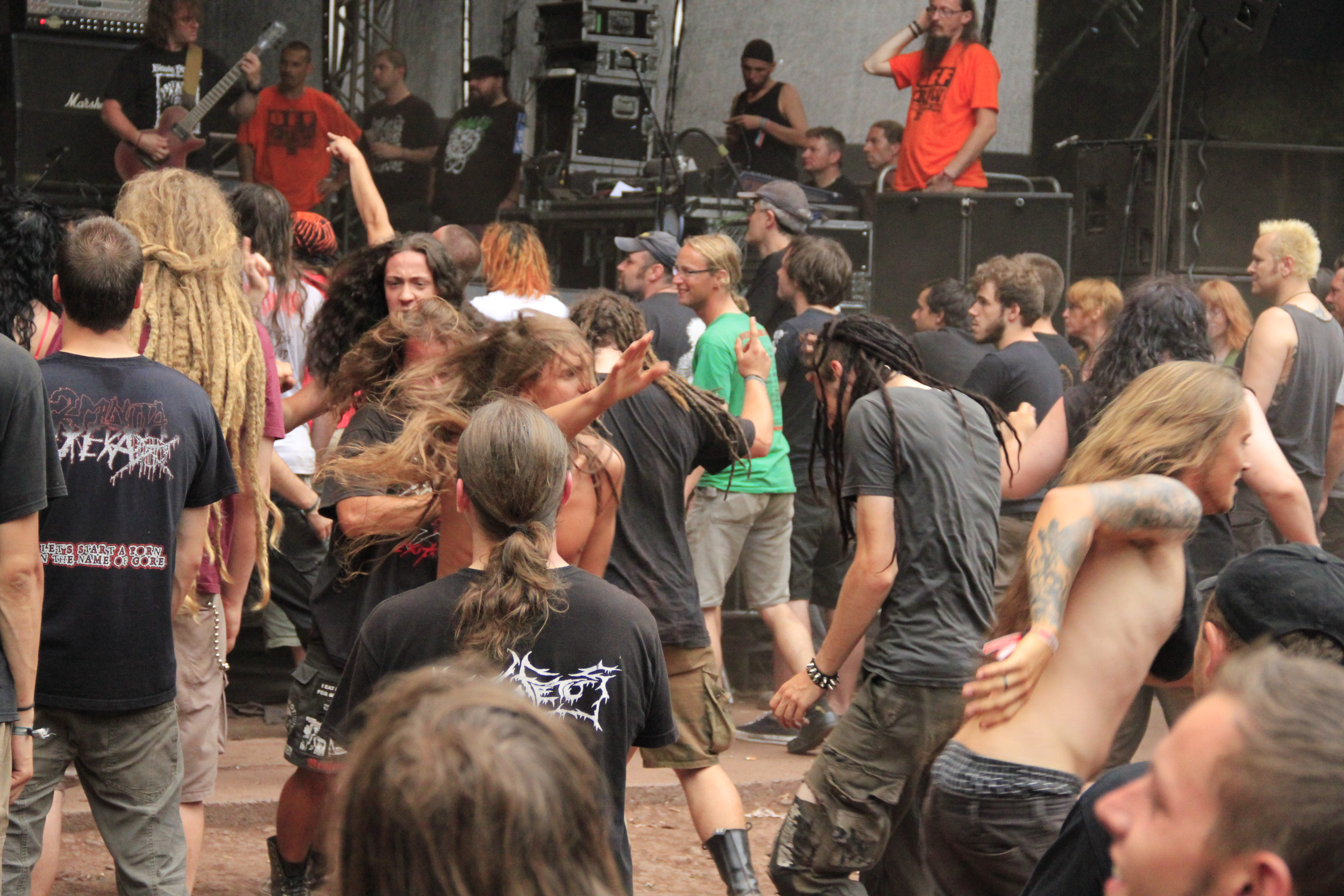
Obscene Extreme nel 2010

Il festival Obscene Extreme, abbreviato come OEF, è un festival musicale a cadenza annuale che si svolge in Repubblica Ceca e si concentra su sottogeneri del metal estremo come grindcore e death metal, oltre che sull'hardcore punk. È nato nel 1999 come festa di compleanno di Miloslav "Čurby" Urbanec, e da quell'anno si è svolto, ad eccezione del 2009, nel piccolo centro di Trutnov. L'edizione del 2020 è stata rimandata al 2021 a causa della pandemia di COVID-19. È stato descritto da Vice come "il festival grindcore più pazzo d'Europa". È stato notato dalla Cesky Rozhlas per la sua "atmosfera eccezionalmente tollerante e amichevole". Il festival offre cibo esclusivamente vegetariano e vegano all'interno dei suoi locali sin dal suo inizio.
Diverse note band metal si sono esibite all'OEF nel corso degli anni, come: Napalm Death, Possessed, Obituary, Sodom, Immolation, Grave, Suffocation, Vader, Incantation, Terrorizer, Exhumed, Asphyx, Morgoth, Brujeria, Sinister, Nuclear Assault, Hirax, Vital Remains, Eyehategod, Krisiun e Municipal Waste per citarne alcuni.